# 日本マリン事業協会
一般社団法人日本マリン事業協会（にほんマリンじぎょうきょうかい）は、モーターボート、水上オートバイ、ヨット、マリンエンジンを製造販売する企業を会員とする業界団体。英語表記はJapan Marine Industry Association（略称・JMIA）

## 沿革
- 1962年 - 任意団体日本舟艇振興会設立
- 1970年 - 社団法人化に伴い日本舟艇工業会に改称
- 2013年 - 一般社団法人日本マリン事業協会に改称